# Son cubano
Son cubano là một phong cách âm nhạc và nhảy có nguồn gốc từ Cuba và trở nên phổ biến vào những năm 1930. Son là một tổng hợp của cấu trúc và cảm giác của canción Tây Ban Nha với những đặc điểm Afro-Cuba và nhạc cụ gõ. Son cubano là một trong những dạng phổ biến và có ảnh hưởng nhất của âm nhạc Mỹ Latinh: những biến thể của nó như salsa đã phổ biến trên toàn thế giới.